# Autour d'eux
 (mars 2017).
Si vous disposez d'ouvrages ou d'articles de référence ou si vous connaissez des sites web de qualité traitant du thème abordé ici, merci de compléter l'article en donnant les références utiles à sa vérifiabilité et en les liant à la section « Notes et références ».
Albums de Amine
Mes sources
(2008)
Singles
1. Juste un oui
Sortie : 2009
2. Tu ne m'as pas laissé le choix
Sortie : 2009

Autour d'eux est le troisième album du chanteur et compositeur français de Raï'n'B Amine, sorti en 2009.

## Liste des titres
| 1.    | Intro : 2 ans                                     | 1:18 |
| 2.    | Juste un oui                                      | 3:44 |
| 3.    | Tu ne m'as pas laissé le choix                    | 3:13 |
| 4.    | Mais comment vous dire ?                          | 3:54 |
| 5.    | Seul à seul                                       | 3:45 |
| 6.    | Te Quiero (Feat. Kayliah)                         | 3:26 |
| 7.    | Suis tes envies                                   | 3:35 |
| 8.    | Origines (Feat. Melissa M & Meh)                  | 3:14 |
| 9.    | Pour la Jeunesse                                  | 4:08 |
| 10.   | Raï Raï                                           | 2:54 |
| 11.   | Maat Lohiche (Feat. Cheb Bilal)                   | 3:27 |
| 12.   | Outro : Autour d'eux                              | 1:32 |
| 13.   | Juste un oui (Version arabe)                      | 3:43 |
| 14.   | Tu ne m'as pas laissé le choix (Version arabe)    | 3:13 |
| 15.   | Mais comment vous dire ? (Version arabe)          | 4:01 |
| 16.   | Pour la Jeunesse[réf. nécessaire] (Version arabe) |      |
| 49:07 |                                                   |      |

## Crédits
- Production : Kore
- Producteur délégué : Sweeda
- Mastering : Jean-Pierre Chalbos, Jean-Sébastien Dupuis, Tom Coyne
- A&R : Karim Ech Choayby
- Enregistrement, mixage : 20-Cent Audio